# Maria Geburt (Geisling)

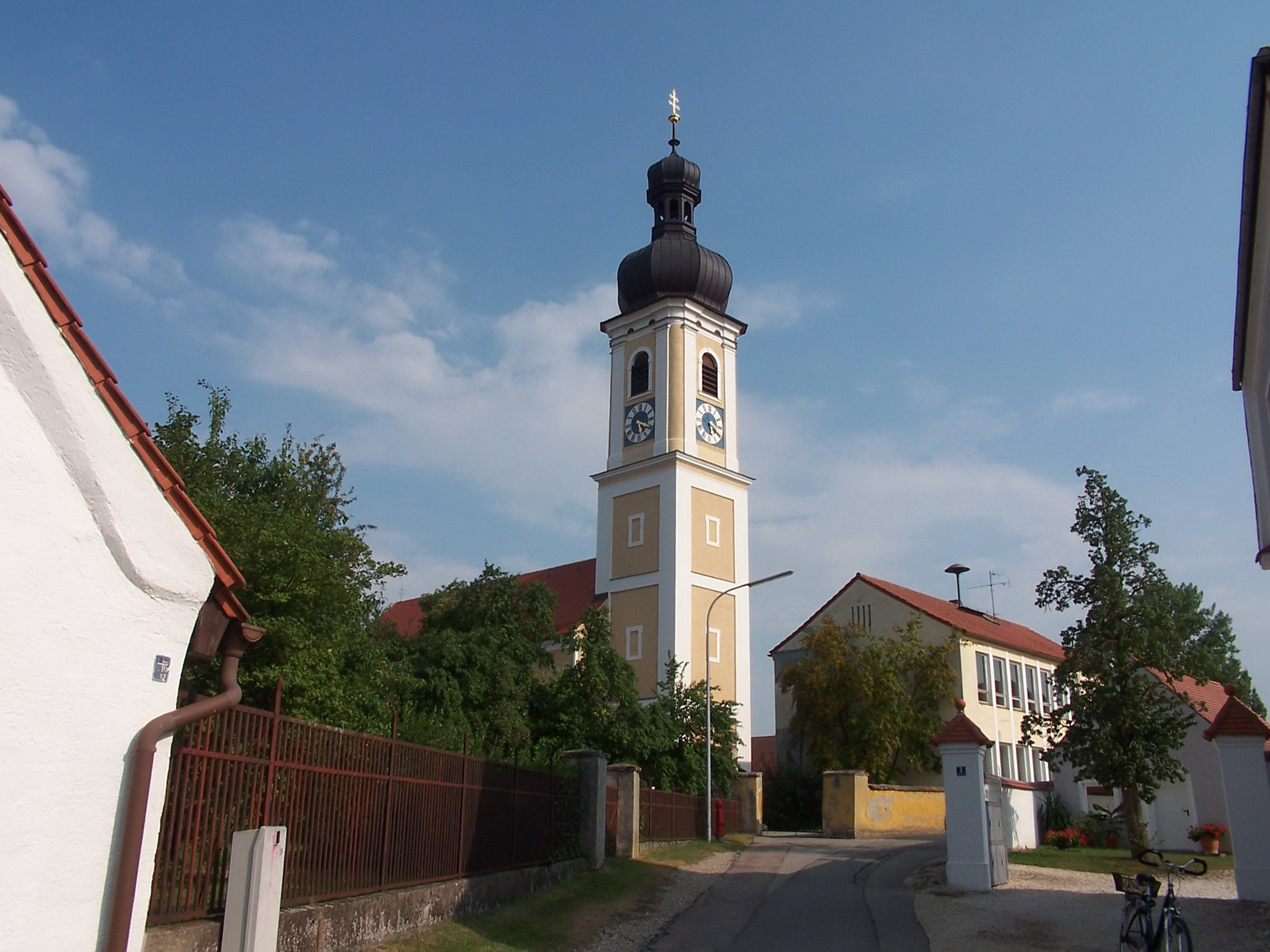
Maria Geburt in Geisling

Maria Geburt zu Unserer Lieben Frau ist eine denkmalgeschützte römisch-katholische Pfarrkirche in der Kirchstraße 22/26 in Geisling, Gemeinde Pfatter im Landkreis Regensburg, (Bayern).

## Beschreibung

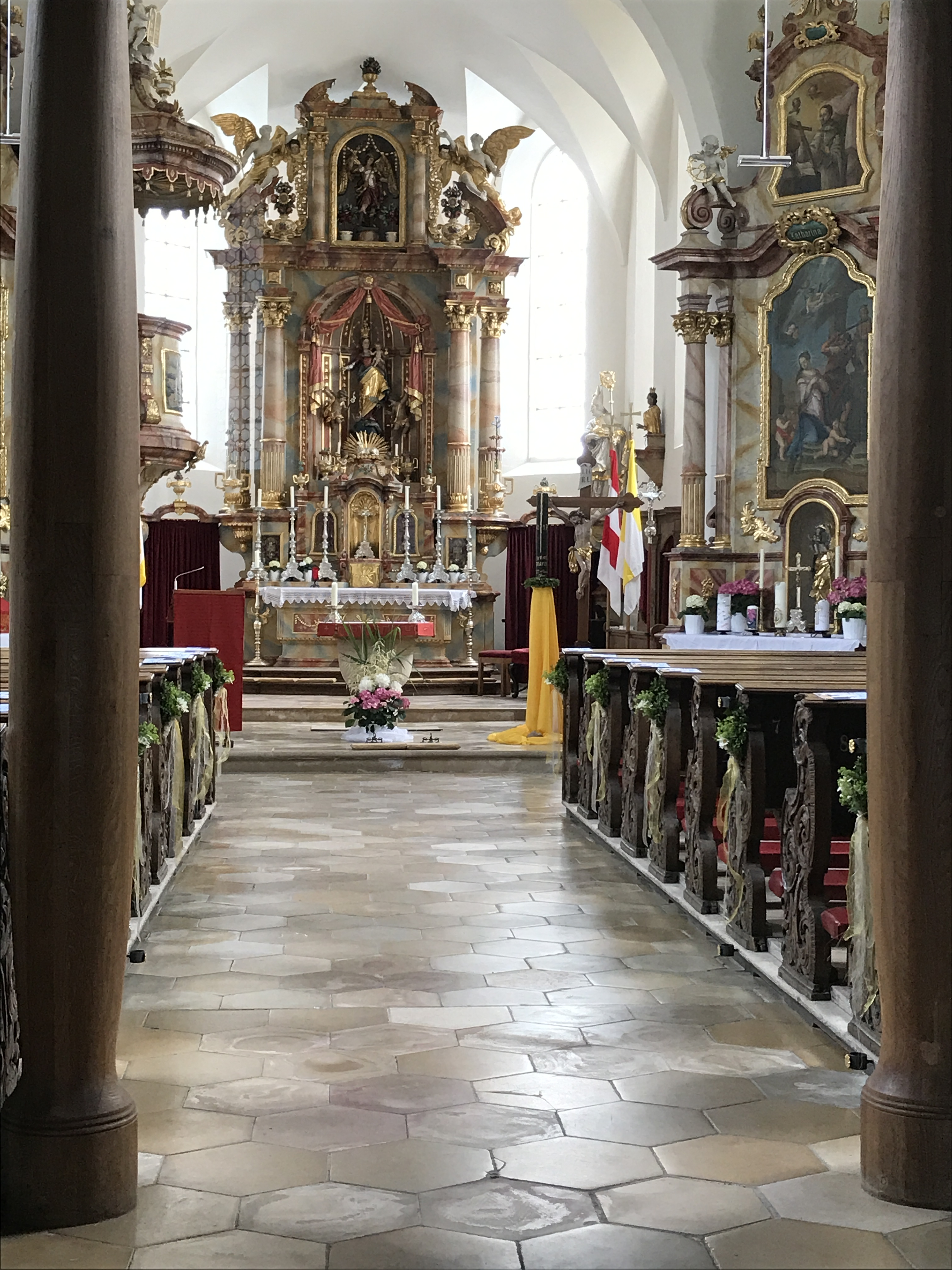
Maria Geburt in Geisling

### Baugeschichte
Die heutige Pfarrkirche ist im Kern eine gotische Anlage des 14. Jahrhunderts. In den folgenden Jahrhunderten wurde die Kirche jedoch oftmals umgestaltet. Am Ende des 17. Jahrhunderts wurde das Langhaus weitgehend neu erbaut, das Maßwerk der Chorfenster ausgebrochen und der Chor neu gewölbt. 1724 wurde der heutige Turm erbaut. In den letzten Jahrzehnten des 18. Jahrhunderts wurde der Innenraum unter Pfarrer Anton Greis im Stil des Frühklassizismus umgestaltet.
Die Kirche ist eine Saalbau mit eingezogenem Chor. Der Chor zeigt Polygonschluss und zweimal abgesetzte Strebepfeiler. Der Westturm besitzt eine Zwiebelhaube und Laterne und Putzgliederungen.

### Innenraum
Der Chor besitzt ein Tonnengewölbe mit Stichkappen. An der Nordseite des Presbyteriums wurden Teile der gotischen Ausmalung freigelegt. Das Fresko stellt entweder Szenen aus dem Leben des hl. Nikolaus oder des hl. Jakobus dar. Ein spitzbogiger gotischen Chorbogen trennt das Langhaus vom Presbyterium. Das Langhaus ist flachgedeckt. Wände und Decke zeigen einfache klassizistische Stuckgliederung. Die Fresken des 18. Jahrhunderts wurden bei späteren Restaurierungen beseitigt. Letzte Reste der spätbarocken Ausmalung sind die Apostelkreuze.

### Ausstattung
Die Kirche besitzt eine sehr qualitätsvolle Ausstattung aus dem 17. und 18. Jahrhundert.
Der Hochaltar ist eine imposante Anlage mit vier Säulen. Er wurde im Jahre 1692 errichtet. Pfarrer Anton Greis ließ ihn durch den Schreiner Kaspar Mayr von Stadtamhof und den Regensburger Bildhauer Hundertpfund 1794–1797 klassizistisch umgestalten. Bei diesem Umbau wurden die seitlichen Durchgänge mit den qualitätsvollen Figuren der heiligen Benno (rechts) und Erasmus (links) angefügt. Das Altarbild wurde durch eine klassizistische Nische mit einer Marienstatue ersetzt. Im Auszug befindet sich zwischen zwei großen Engeln die Figur des heiligen Erzengels Michael. Der Tabernakel von 1730 wurden ebenfalls klassizistisch überarbeitet.
Die Seitenaltäre verfertigte 1787 der Regensburger Bildhauer Johann Millbauer und der Stadtamhofer Schreiner E. Müller. Die Altarbilder stammen von dem Regensburger Hofmalers Kollmüller. Rechts stellt das Hauptgemälde das Martyrium der hl. Katharina von Alexandrien dar und das Auszugsbild den hl. Johannes von Nepomuk, links das Martyrium des hl. Sebastian und der hl. Antonius von Padua. Über dem Altartisch befindet sich auf jedem Altar eine Nische mit einer Figur: rechts die Schöne Maria von Sankt Kassian in Regensburg, links der hl. Josef.
Im Chorbogen befindet sich links die klassizistische Kanzel von 1778. Sie ist mit Reliefs des guten Hirten und des Sähmanns geschmückt. Die Kanzel ist ein Werk des Bildhauers Johann Ignaz Andres aus Regensburg.
Als Unterbau für den Volksaltar wurde das romanische Taufbecken verwendet.
Die Wände des Langhauses schmückt ein sehr guter Kreuzweg, den der Regensburger Maler Johann Hartmann 1797 malte. Die klassizistischen Rahmen stammen von dem Bildhauer Hundertpfund. An der Nordwand befindet sich ein großes, eindrucksvolles Kruzifix aus der Frühzeit des 18. Jahrhunderts. An der Südwand hängt das große Votivbild der Gemeinde Geisling aus dem Jahre 1728. Es stellt die Himmelskönigin (Gnadenbild von Dorfen) auf einer Wolke über der Pfarrkirche von Geisling dar.

### Auergrabstein

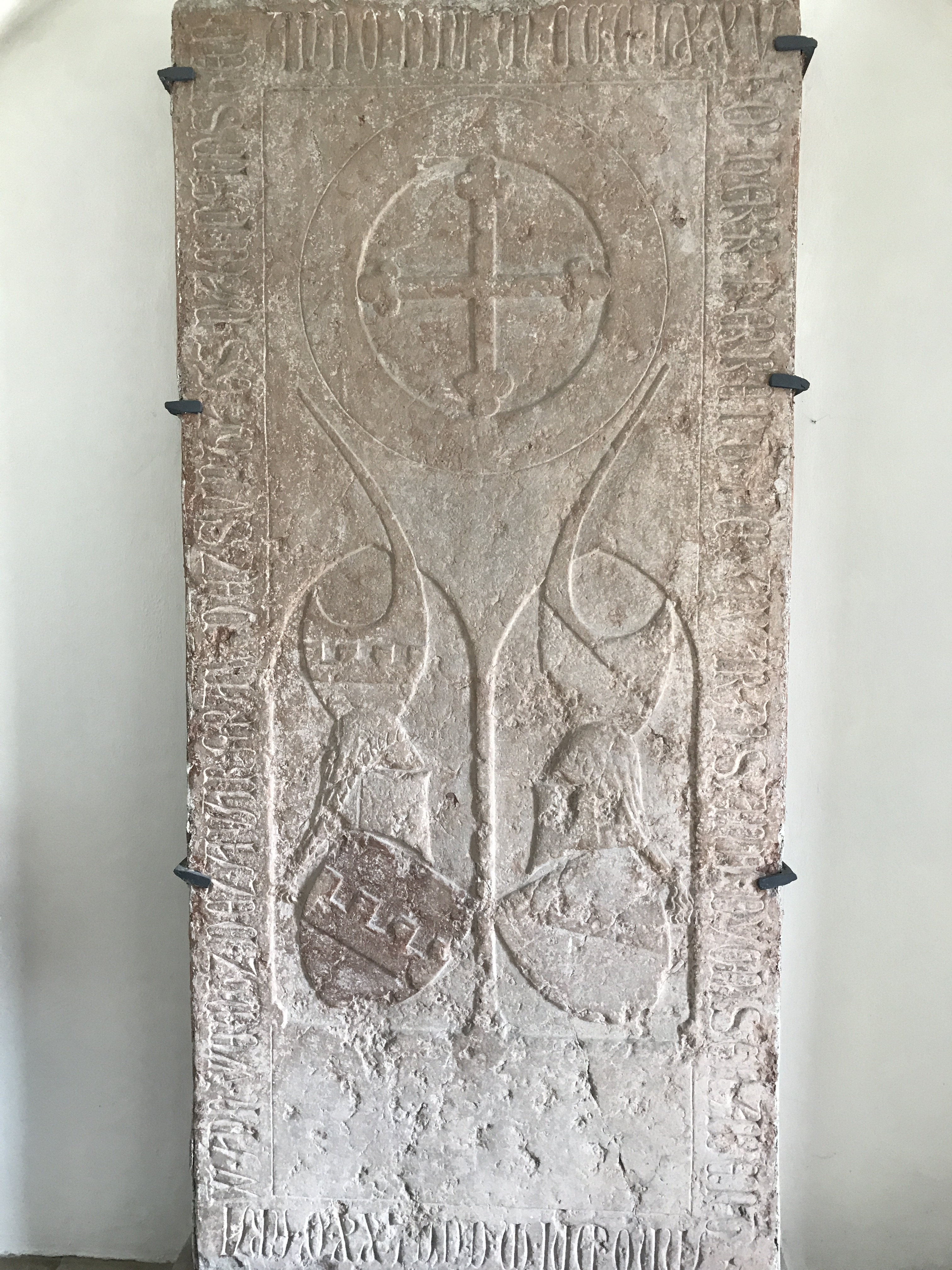
Auergrabstein

In der Eingangshalle im Untergeschoss des Turmes befindet sich der Grabstein Werntos von Auer und seiner Frau Anna von Wildenstein aus dem 14. Jahrhundert. Der 2,40 m hohe und 1,10 m breite Grabstein aus rotem Marmor zeigt vor einer gekuppelten Spitzbogenblende das Ehewappen Auer — Wildenstein und darüber ein Kreuz in einem Rundmedaillon. Die Inschrift lautet: ANNO DNI M CCC L XXV O' HERR BERRENT DER AVAR AN SAND DYONISEN ABEND ANNO DNI M CCC L XX O' FRAW ANN WERNTS DEZ AVAR FRAW DEZ SVNTAGS NAC PFINSTEN. Der Grabstein lag bis 1793 im Plaster vor dem Hochaltar der Pfarrkirche.
Wernto von Auer stiftete in Geisling 1365 zwei Benefizien, das St. Katharinen- und St. Ursula-Benefizium. Er ließ sich und seine Gemahlin Anna vor dem Choraltar der neuerrichteten Marienkirche, der heutigen Pfarrkirche, bestatten.
Im Mittelalter war die Familie der Auer – eines der mächtigsten Regensburger Patrizier-Geschlechter – Inhaber des Hochstiftslehens in Geisling. Sie hatten in Geisling ein Schloss, das sich an der Stelle der heutigen Pfarrkirche befand. Von ihm sind nur noch die Schlosskapelle St. Ursula und Teile der Schlossmauer als Friedhofsmauer erhalten.

## Orgel
Im Zuge der klassizistischen Umgestaltung erhielt die Kirche 1793 eine neue Orgel, die von Joseph Ketterle in Donauwörth gebaut wurde. Die Disposition der Orgel, die über acht Register verfügte, ist nicht bekannt. Als man 1803 die Musikempore vergrößerte, behinderte die nach vorne gezogene Brüstung den Blick auf den Prospekt. Zum Ausgleich wurde die Brüstung mit der Attrappe eines Rückpositivs versehen. In das alte Gehäuse wurde 1920 von Binder und Siemann als Opus 365 eine neue Orgel mit zwei Manualen und fünf Registern eingebaut. Das historische Gehäuse erhielt 1986 ein neues Werk durch den Orgelbauer Guido Nenninger in München. Dabei wurde erstmals auch das Rückpositiv mit klingenden Registern versehen. Die bestehende Orgel umfasst zwölf Register. Die Disposition stammt von Eberhard Kraus.
| Rückpositiv C–g3 |              |       |
| 1.               | Copula major | 8′    |
| 2.               | Copula minor | 4′    |
| 3.               | Prinzipal    | 2′    |
| 4.               | Quinte       | 1 ⁄3′ |

| Hauptwerk C–g3 |              |                          |
| 5.             | Rohrflöte    | 8′                       |
| 6.             | Prinzipal    | 4′                       |
| 7.             | Blockflöte   | 4′                       |
| 8.             | Gemshörnlein | 2′                       |
| 9.             | Mixtur IV    | 1 ⁄3′ + 1′ + 2⁄3′ + 1⁄2′ |

| Pedal C–f1 |            |     |
| 10.        | Subbass    | 16′ |
| 11.        | Violonbass | 8′  |
| 12.        | Choralbass | 4′  |

- Koppeln: II/I, I/P, II/P